# Gare de Blain
Gare de Blain vasútállomás Franciaországban, Blain településen.

## Vasútvonalak
Az állomást az alábbi vasútvonalak érintik:
- Sablé-Montoir-de-Bretagne-vasútvonal

## Kapcsolódó állomások
A vasútállomáshoz az alábbi állomások vannak a legközelebb: